# КОСАФА
КОСАФА (фр. Conseil des Associations de Football en Afrique Australe, порт. Conselho das Associações de Futebol da África Austral — футбольна асоціація Південної Африки. Входить до складу КАФ.

## Виконавчий комітет
У 2008 році щорічна генеральна асамблея обрала новий склад Виконкому КОСАФА. Раніше комітет складався з 14 членів; тепер комітет складається з семи учасників: президент, віце-президент і п'ять членів виконкому, а також головний операційний директор.
| Країна                         | Ім'я                    | Посада |
| Президент                      | Президент               | Президент |
| ------------------------------ | ----------------------- | --- |
| Сейшельські Острови            | Сукету Пател            | - Президент Сейшельських футбольної федерації - Член виконавчого комітету КАФ .                                                                              |
| Віце-Президент:                |                         | |
| Лесото                         | Салеман Фафане          | - Президент Футбольної асоціації Лесото - Член комітету асоціацій ФІФА - Комітет жіночого футболу КАФ - комітет футзалу - Голова юридичного комітету КОСАФА. |
| Головний операційний директор: |                         | |
| ПАР                            | Сью Дестомб             | |
| Члени:                         |                         | |
| Есватіні                       | Тімоті Шонгве           | - Віце-президент Національної футбольної асоціації Свазіленду                                                                                                |
| Зімбабве                       | Веллінгтон Н'ятанга     | - Президент Футбольної асоціації Зімбабве |
| Малаві                         | Волтер Н'яміланду-Манда | - Президент Футбольної асоціації Малаві |
| Намібія                        | Джон Муінго             | - Президент Футбольної асоціації Намібії |
| Мозамбік                       | Файзель Сіде            | - Президент Мозамбіцької федерації футболу |

## Члени
Всі асоціації, що увійшли в КОСАФА в 1997 році, є засновниками КОСАФА. Комори — єдиний член КОСАФА, що також входить в іншу асоціацію — Союз арабських футбольних асоціацій. Реюньйон (Реюньйонська ліга футболу) — єдиний асоційований член КОСАФА.
| Країна              | Рік вступу | Керуючий орган                             |
| ------------------- | ---------- | ------------------------------------------ |
| Ангола              | 1997       | Ангольська федерація футболу               |
| Ботсвана            | 1997       | Футбольна асоціація Ботсвани               |
| Замбія              | 1997       | Футбольна асоціація Замбії                 |
| Зімбабве            | 1997       | Футбольна асоціація Зімбабве               |
| Коморські Острови   | 2007       | Коморська федерація футболу                |
| Лесото              | 1997       | Футбольна асоціація Лесото                 |
| Маврикій            | 2000       | Футбольна ассоцоація Маврикію              |
| Мадагаскар          | 2000       | Малагасійська федерація футболу            |
| Малаві              | 1997       | Футбольна асоціація Малаві                 |
| Мозамбік            | 1997       | Мозамбіцька федерація футболу              |
| Намібія             | 1997       | Футбольна асоціація Намібії                |
| Есватіні            | 1997       | Національна футбольна асоціація Свазіленду |
| Сейшельські Острови | 2000       | Сейшельська футбольна федерація            |
| ПАР                 | 1997       | Південноафриканська футбольна асоціація    |

## Турніри
- Кубок КОСАФА